# Championnat de Malaisie de football 1992
Navigation
Saison 1988 Saison 1995
La saison 1992 du Championnat de Malaisie de football est la onzième édition de la première division en Malaisie. Le championnat n'est en fait qu'une phase qualificative pour une compétition plus prestigieuse, la Coupe de Malaisie. Les dix meilleurs clubs d'États engagés affrontent deux fois leurs adversaires, à domicile et à l'extérieur et seuls les six premiers se qualifient pour la phase finale de la Coupe de Malaisie, disputée sous forme de matchs à élimination directe. Les deux derniers sont relégués en deuxième division tandis que le 8e doit disputer un barrage de promotion-relégation.
C'est le club de Pahang FA qui termine en tête du classement et qui remporte donc le titre officiel de champion de Malaisie. C'est le deuxième titre de l'histoire du club après celui remporté en 1987.
Une équipe étrangère, composée de joueurs de Singapour, participe également à la compétition.

## Les clubs participants
| - Singapour Lions - Pahang FA - Selangor FA - Kuala Lumpur FA - Terengganu FA | - Johor FA - Sabah FA - Sarawak FA - Negeri Sembilan FA - Perak FA |

## Compétition
Le barème de points servant à établir le classement se décompose ainsi :
- Victoire : 3 points
- Match nul : 1 point
- Défaite : 0 point

### Classement
| Rang | Équipe             | Pts | J  | G  | N | P | Bp | Bc | Diff |
| ---- | ------------------ | --- | -- | -- | - | - | -- | -- | ---- |
| 1    | Pahang FA          | 27  | 18 | 11 | 5 | 2 | 28 | 8  | +20  |
| 2    | Terengganu FA      | 21  | 18 | 8  | 5 | 5 | 24 | 23 | +1   |
| 3    | Negeri Sembilan FA | 20  | 18 | 7  | 6 | 5 | 23 | 22 | +1   |
| 4    | Sarawak FAC        | 19  | 18 | 5  | 9 | 4 | 13 | 13 | 0    |
| 5    | Kuala Lumpur FA    | 18  | 18 | 6  | 6 | 6 | 16 | 15 | +1   |
| 6    | Perak FA           | 17  | 18 | 4  | 9 | 5 | 23 | 21 | +2   |
| 7    | Johor FAT          | 17  | 18 | 6  | 5 | 7 | 25 | 30 | -5   |
| 8    | Sabah FA           | 16  | 18 | 5  | 6 | 7 | 19 | 26 | -7   |
| 9    | Singapour Lions    | 13  | 18 | 4  | 5 | 9 | 21 | 24 | -3   |
| 10   | Selangor FA        | 12  | 18 | 3  | 6 | 9 | 18 | 27 | -9   |

|  | Qualification pour la Coupe d'Asie des clubs champions 1993-1994 et pour la phase finale de la Coupe de Malaisie |
|  | Qualification pour la Coupe des Coupes 1993-1994 et pour la phase finale de la Coupe de Malaisie                 |
|  | Qualification pour la phase finale de la Coupe de Malaisie                                                       |
|  | Participation au barrage de promotion-relégation                                                                 |
|  | Relégation en deuxième division                                                                                  |
|  | T : Tenant du titre C : Vainqueur de la Coupe de la Fédération de Malaisie                                       |

### Matchs

#### Barrage de promotion-relégation
| Équipe 1 | Résultat | Équipe 2         | Aller | Retour |
| -------- | -------- | ---------------- | ----- | ------ |
| Sabah FA | 2 - 5    | (D2) Kelantan FA | 2 - 2 | 0 - 3  |

## Bilan de la saison
| Championnat de Malaisie de football 1992           |                      |
| Champion                                           | Pahang FA (2e titre) |
| Coupes et trophées                                 |                      |
| Vainqueur de la Coupe de la Fédération de Malaisie | Sarawak FA           |
| Qualifications continentales                       |                      |
| Coupe d'Asie des clubs champions 1993-1994         | Pahang FA            |
| Coupe des Coupes 1993-1994                         | Sarawak FA           |
| Promotions et relégations                          |                      |
| Promus en Semi-Pro League One                      | Kedah FA             |
| Promus en Semi-Pro League One                      | Penang FA            |
| Promus en Semi-Pro League One                      | Kelantan FA          |
| Relégués en Semi-Pro League Two                    | Sabah FA             |
| Relégués en Semi-Pro League Two                    | Singapour Lions      |
| Relégués en Semi-Pro League Two                    | Selangor FA          |